# Voce eterea
La voce eterea è un registro dell'organo.

## Struttura
La voce eterea fa parte di una sottocategoria dei registri ad anima, più precisamente dei registri oscillanti. Le canne di questo registro sono formate generalmente da un'unica fila, e per tale motivo bisogna unire le canne di tale registro con un principale di 8'. Le canne di voce eterea sono di tipo principale anche se leggermente più strette rispetto ad un comune principale ed essendo accordate in modo leggermente calante rispetto a tale registro, si genera un particolare fenomeno acustico noto come battimento.
Il suono è simile al registro di voce umana, però, questa, produce una frequenza un po' più veloce rispetto alla voce eterea.